# エマヌエル・クラセ
- エマニュエル・クラッセ
- エマニュエル・クレース

エマヌエル・クラセ（Emmanuel Clase, 1998年3月18日 - ）は、ドミニカ共和国マリア・トリニダー・サンチェス州リオ・サンフアン出身のプロ野球選手（投手）。右投右打。MLBのクリーブランド・ガーディアンズ所属。

## 経歴

### プロ入りとパドレス傘下時代
2015年2月11日にインターナショナル・フリーエージェントでサンディエゴ・パドレスと契約金12.5万ドルで契約を結んだ。6月4日にパドレス傘下のマイナーチームであるルーキー級ドミニカン・サマーリーグ・パドレスで救援登板しプロデビュー。このシーズンは同チームに専属し、13試合（先発10試合）に登板し、54.1回を投げて、防御率1.99を記録した。
2016年はルーキー級アリゾナリーグ・パドレスに転属し、シーズンを専属した。シーズン成績は8試合（先発2試合）に登板し、24.2回を投げて、防御率4.01を記録した。
2017年はルーキー級アリゾナリーグ・パドレスとA-級トリシティ・ダストデビルズに2チームに所属。シーズン成績は10試合（先発6試合）に登板し、39.0回を投げて、防御率6.00を記録した。

### レンジャーズ時代
2018年5月7日にブレット・ニコラスとのトレードで、テキサス・レンジャーズへ移籍となり、傘下のA-級スポーケン・インディアンスに配属された。2018年シーズンはA-級スポーケンに専属し、シーズン成績は22試合に登板し、28.1回を投げて、防御率0.64を記録した。
2019年はA-級スポーケンで開幕を迎え、4月23日にAA級フリスコ・ラフライダーズに昇格 。7月末までに2チーム合計で39試合（先発1試合）に登板し、44.2回を投げて、防御率2.82を記録。8月2日にメジャー昇格し、8月4日のデトロイト・タイガース戦で救援登板しメジャーデビュー。この試合では1.2回を投げて無失点だった。8月20日のロサンゼルス・エンゼルス戦でメジャー初勝利。8月28日のエンゼルス戦でオープナーとしてメジャー初先発。8月30日のシアトル・マリナーズ戦でメジャー初セーブを記録。このシーズンはメジャーで21試合（先発1試合）に登板して2勝3敗1セーブ、防御率2.31を記録した。

### インディアンス時代
2019年12月15日にコーリー・クルーバーとのトレードで、デライノ・デシールズ・ジュニアと共にクリーブランド・インディアンスへ移籍することが決まった。
2020年5月1日、ボルデノンの陽性反応で80試合の出場停止処分を受けた。この年のメジャー登板は無かった。
2021年は2年ぶりにメジャーで登板し、9月2日に8月度のリリーバー・オブ・ザ・マンスを受賞した。最終的には71試合に登板して、24セーブ、防御率1.29の好成績を残した。
2022年は、7月11日に自身初となるオールスターゲームに選出された。オールスターゲームでは、アメリカン・リーグ1点リードの9回に登板し、ギャレット・クーパー、カイル・シュワーバー、ジェイク・クロネンワースから3者連続三振を奪って、セーブを記録した。最終的には、ブルージェイズのアダム・シンバーと共に両リーグトップの77試合に登板し、42セーブを記録し、ア・リーグのセーブ王に輝いた。
オフの12月5日にはファーストチームの中継ぎ投手の1人として自身初となるオールMLBチームに選出された。12月6日にア・リーグの最優秀救援投手賞（マリアノ・リベラAL最優秀救援投手賞）を初受賞した。
2023年7月2日に選手間投票で通算2度目となるオールスターゲームに選出されたが、7月7日に妻の出産に立ち会うため辞退した。8月5日のホワイトソックス戦の6回にホセ・ラミレスとティム・アンダーソンが乱闘を行ったが、クラセもこれに関わったとして退場処分を受けた。

## 選手としての特徴
| 球種         | 割合 | 平均球速 | 平均球速 | 最高球速 | 最高球速 |
| 球種         | %    | mph      | km/h     | mph      | km/h     |
| ------------ | ---- | -------- | -------- | -------- | -------- |
| カッター     | 59.7 | 99.5     | 160.1    | 102.5    | 165      |
| スライダー   | 38.1 | 91.9     | 147.9    |          |          |
| フォーシーム | 2.2  | 99.9     | 160.8    |          |          |

最速102.6mph（約165.1km/h）、平均100mph近く出るカッターが投球の約6割を占め、残り約4割が平均92mphのスライダーとなっている。

## 詳細情報

### 年度別投手成績
| 年 度    | 球 団    | 登 板 | 先 発 | 完 投 | 完 封 | 無 四 球 | 勝 利 | 敗 戦 | セ 丨 ブ | ホ 丨 ル ド | 勝 率 | 打 者 | 投 球 回 | 被 安 打 | 被 本 塁 打 | 与 四 球 | 敬 遠 | 与 死 球 | 奪 三 振 | 暴 投 | ボ 丨 ク | 失 点 | 自 責 点 | 防 御 率 | W H I P |
| -------- | -------- | ----- | ----- | ----- | ----- | -------- | ----- | ----- | -------- | ----------- | ----- | ----- | -------- | -------- | ----------- | -------- | ----- | -------- | -------- | ----- | -------- | ----- | -------- | -------- | ------- |
| 2019     | TEX      | 21    | 1     | 0     | 0     | 0        | 2     | 3     | 1        | 4           | .400  | 94    | 23.1     | 20       | 2           | 6        | 0     | 1        | 21       | 1     | 0        | 8     | 6        | 2.31     | 1.11    |
| 2021     | CLE      | 71    | 0     | 0     | 0     | 0        | 4     | 5     | 24       | 6           | .444  | 279   | 69.2     | 51       | 2           | 16       | 3     | 0        | 74       | 3     | 1        | 18    | 10       | 1.29     | 0.96    |
| 2022     | CLE      | 77    | 0     | 0     | 0     | 0        | 3     | 4     | 42       | 0           | .429  | 271   | 72.2     | 43       | 3           | 10       | 2     | 1        | 77       | 4     | 0        | 18    | 11       | 1.36     | 0.73    |
| 2023     | CLE      | 75    | 0     | 0     | 0     | 0        | 3     | 9     | 44       | 0           | .250  | 302   | 72.2     | 68       | 4           | 16       | 2     | 1        | 64       | 5     | 1        | 37    | 26       | 3.22     | 1.16    |
| 2024     | CLE      | 74    | 0     | 0     | 0     | 0        | 4     | 2     | 47       | 0           | .667  | 270   | 74.1     | 39       | 2           | 10       | 1     | 2        | 66       | 2     | 0        | 10    | 5        | 0.61     | 0.66    |
| MLB：5年 | MLB：5年 | 318   | 1     | 0     | 0     | 0        | 16    | 23    | 158      | 10          | .410  | 1216  | 312.2    | 221      | 13          | 58       | 8     | 5        | 302      | 15    | 2        | 91    | 58       | 1.67     | 0.89    |

- 2024年度シーズン終了時
- 各年度の太字はリーグ最高
- クリーブランド・インディアンスは、2022年にクリーブランド・ガーディアンズに球団名を変更

### 年度別守備成績
| 年 度 | 球 団 | 投手（P） | 投手（P） | 投手（P） | 投手（P） | 投手（P） | 投手（P） |
| 年 度 | 球 団 | 試 合     | 刺 殺     | 補 殺     | 失 策     | 併 殺     | 守 備 率  |
| ----- | ----- | --------- | --------- | --------- | --------- | --------- | --------- |
| 2019  | TEX   | 21        | 0         | 0         | 2         | 0         | .000      |
| 2021  | CLE   | 71        | 9         | 9         | 1         | 1         | .947      |
| 2022  | CLE   | 77        | 7         | 6         | 0         | 1         | 1.000     |
| 2023  | CLE   | 75        | 1         | 16        | 1         | 0         | .944      |
| 2024  | CLE   | 74        | 4         | 5         | 2         | 1         | .818      |
| MLB   | MLB   | 318       | 21        | 36        | 6         | 3         | .905      |

- 2024年度シーズン終了時
- 各年度の太字はリーグ最高

### タイトル
- 最多セーブ投手：3回（2022年 - 2024年）

### 表彰
- 最優秀救援投手賞[23]
  - マリアノ・リベラAL最優秀救援投手賞：2回（2022年、2024年）
- リリーバー・オブ・ザ・マンス：2回（2021年8月、2022年6月）
- オールMLBチーム[24]
  - ファーストチーム（救援投手）：2回（2022年、2024年）
  - セカンドチーム（救援投手）：1回（2023年）

### 記録
MLB
- MLBオールスターゲーム選出：2回（2022年、2023年）

### 背番号
- 43（2019年）
- 48（2021年 - ）